# ビクトリア島 (ロシア)
ビクトリア島（ビクトリアとう、ロシア語: Остров Виктория）は、北極海のゼムリャフランツァヨシファとスヴァールバル諸島の間に位置するロシア連邦領の島である。行政上はアルハンゲリスク州に属する。